# Varennes-sur-Allier
Varennes-sur-Allier is een gemeente in het Franse departement Allier (regio Auvergne-Rhône-Alpes). De plaats maakt deel uit van het arrondissement Vichy. Varennes-sur-Allier telde op 1 januari 2022 3.588 inwoners.

## Geografie
De oppervlakte van Varennes-sur-Allier bedroeg op 1 januari 2022 24,1 vierkante kilometer; de bevolkingsdichtheid was toen 148,9 inwoners per km².

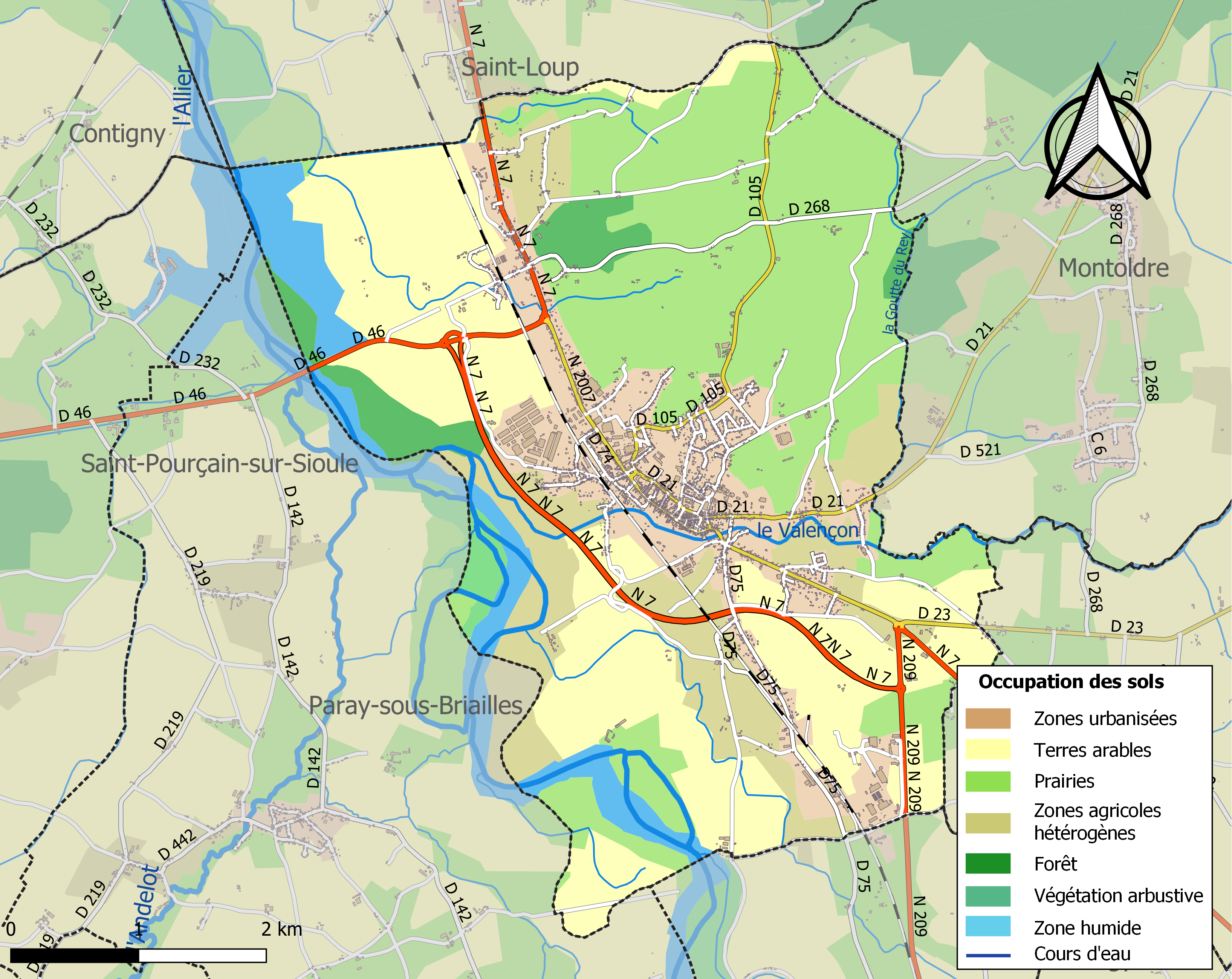
Kaart van de gemeente met de belangrijkste infrastructuur, bodemgebruik en omliggende gemeenten

## Verkeer en vervoer
In de gemeente ligt spoorwegstation Varennes-sur-Allier.

## Demografie
Onderstaande figuur toont het verloop van het inwonertal (bron: INSEE-tellingen).
Vanwege een beveiligingsprobleem met de MediaWiki Graph-software is het momenteel niet mogelijk deze grafiek weer te geven. Zodra de software is bijgewerkt zal de grafiek vanzelf weer zichtbaar worden.